# Глас канадских Срба
Глас канадских Срба су српске исељеничке новине у Канади.

## Историја листа
Први број под називом „Глас Канаде” изашао је 27. децембра 1934. у Торонту у тиражу од 15.000 примерака. Мото листа је и данас – ширите љубав и слогу, са народом за народ. Међу штампаним гласилима на српском језику која и данас излазе у земљи и свету, од Гласа су старији само Политика и Американски Србобран.
До новембра 1945. Глас је издавао и уређивао Божидар М. Марковић, а десна рука била му је супруга Милица. У Отави 1942. године, шеф Ратне канадске цензуре, рекао је Марковићу: „Ваш лист је најбоље оцењен национални лист од свих новина на страним језицима које излазе у Канади”. У јануару 1944. лист мења име у Глас канадских Срба, а од новембра 1945. Глас постаје званично гласило Српске народне одбране. Пет деценија (1934–1983), укључујући и године током Другог светског рата, излазио је недељно, потом дуже од четврт века месечно, а од 2012. године двомесечно. Пакети помоћи које су канадски Срби слали у отаџбину и у заробљеничке логоре током и после Другог светског рата често су садржали и примерак Гласа.
Један је примио и каснији уредник Боривоје Бора Драгашевић који је ту дужност, међу укупно девет уредника, обављао најдуже (две деценије) док је његова супруга Драга 22 године уређивала енглеску секцију која и данас излази.
Сарадник листа, истакнути канадски књижевник који је писао на француском језику Негован Рајић, прочитао је први пут Глас канадских Срба у логору у Италији 1947. године, о чему је записао:
„Били смо прокажени у Европи и жедни слободне речи. За једне новине отимали смо се као пустињак за чашу воде.”
Сарадници Гласа канадских Срба били су и владика Николај (Велимировић), Милош Црњански, Исидора Секулић, Јован Јоветић, Растко Петровић, Радоје Кнежевић, Адам Прибићевић, Ненад В. Петровић, Константин Фотић и многи други српски интелектуалци из Канаде, САД, Србије и других делова света.
У свом запису о последњем разговору са Слободаном Јовановићем, Десимир Тошић наводи да је чланак о тадашњем новом француском уставу (објављен на Париском радију) Јовановић наменио и за божићни број Гласа. Глас канадских Срба већ осам деценија је хроника српских досељеника у Канади, њихових културних и ширих друштвених окупљања, чувар српске традиције и историје, писама и језика и веза исељеништва и отаџбине. Тај лист је деценијама и део канадских националних архива. Примерци Гласа од 1934. до 2006. године, сачувани су на микрофилму и у име Српске народне одбране поклоњени библиотеци, Националној библиотеци Канаде у Отави, Библиотеци Универзитета Торонто и Музеју српског наслеђа у Виндзору.
Поводом стогодишњице СНО у Србији, микрофилм Гласа поклоњен и Народној библиотеци Србије. Глас је сачуван и у дигиталном формату све до 2013. године.